# Weißer Rabe soziale Betriebe und Dienste

Logo der Weißer Rabe GmbH

Die Weißer Rabe soziale Betriebe und Dienste GmbH, auch Weißer Rabe GmbH, ist ein gemeinnütziges Unternehmen mit Sitz in München. Sie ist einer der größten  Integrations- und Beschäftigungsunternehmen in Bayern.

## Träger und Organisation
Die Weiße Rabe GmbH wurde 1988 gegründet. Träger des Weißen Raben ist der Caritasverband der Erzdiözese München und Freising e. V.
Mit rund 350 Beschäftigten zählt der Weiße Rabe zu den größten Integrations- und Beschäftigungsunternehmen in Bayern. Sie hat die Organisationsform einer GmbH und ist als gemeinnützig anerkannt.

## Ziele, Betriebe und Aktivitäten
Ziel ist, Menschen mit Unterstützungsbedarf gesellschaftlich wieder zu integrieren und ihnen neue berufliche Chancen zu eröffnen. Zielgruppe sind insbesondere Menschen in Langzeitarbeitslosigkeit, mit Behinderung und psychischer Erkrankung.
Dauerhafte Beschäftigung mit realistischer Arbeitssituation und sozialpädagogischer Begleitung sollen ein geregeltes Leben und die Rückkehr in den regulären Arbeitsmarkt unterstützen. Die Mitarbeiter werden durch fachlich geschultes Personal bei der Entwicklung ihrer Motivation, ihrer Leistungsfähigkeit und ihrer beruflichen und sozialen Kompetenzen unterstützt. Sie erhalten direkte Hilfe im beruflichen Alltag, fachpraktische und -theoretische Qualifizierung, ein Training sozialer Kompetenzen und Hilfe bei der Suche nach Ausbildungs- und Arbeitsplätzen. Die meisten Beschäftigten nehmen an der Maßnahme Arbeitsgelegenheit mit Mehraufwandsentschädigung teil.
Die Weißer Rabe GmbH umfasst verschiedene Beschäftigungsbetriebe für Menschen mit Unterstützungsbedarf:
- Gebrauchtwarenhäuser in München – in Obersendling[7] und im Westend – mit Waren, die beispielsweise aus Spenden und Wohnungsauflösungen stammen
- den RabenStore RS1 – ein kleines Gebrauchtwarenhaus im Boutique-Stil
- einen Recycling-Betrieb in Dornach (Aschheim)[5], in dem Elektro- und Elektronikschrott von Vertragspartnern der Stadt München und von Firmenkunden verwertet wird; außerdem gibt es vor Ort einen Lagerverkauf: gebrauchte, geprüfte und runderneuerte Haushalts- und Elektrogeräten, Lampen, Möbel und Raritäten
- Transport & Sortierung – es werden Wohnungs- und Firmenauflösungen von Privat- und Geschäftskunden ausgeführt, die anfallenden Waren abtransportiert, später gesichtet und nach Möglichkeit recycelt oder entsorgt
- einen Hausdienst-Service, der auf Treppenhaus-, Büro-, Glas-, Unterhalts- und Grundreinigung spezialisiert ist
- eine Betriebskantine und ein Seminarservice in der Zentrale des Caritasverbands der Erzdiözese München und Freising e. V.
- das Café im Klinikum Rosenheim
- das WaldProjekt – es deckt drei Aufgabenbereiche ab: Aufbereitung und Lieferung von Brennholz, Garten- und Landschaftsbau und das Isar- und Parkprojekt (IuPP)

An Flüchtlingskinder und Kinder von Familien, die Bürgergeld oder Grundsicherung beziehen, wird Spielzeug in den beiden Gebrauchtwarenhäusern im Rahmen des TOYS-Projektes ausgegeben: Nach Vorlage eines gültigen Bescheides über den Bezug von Bürgergeld oder Grundsicherung oder eines Flüchtlingsausweis erhalten die Kinder monatlich TOYS-Taler, mit denen sie Spielzeug „erwerben“ können.
Die Betriebe müssen ihre Kosten zum überwiegenden Teil selber erwirtschaften.

## Förderung
Als sozialer Betrieb erhält der Weiße Rabe von Seiten mehrerer Institutionen der Landeshauptstadt München eine Förderung bei der Beschäftigung und Qualifizierung von langzeitarbeitslosen Menschen. Er erhält zudem Unterstützung vom Bezirk Oberbayern, vom Integrationsamt Oberbayern, vom Caritasverband der Erzdiözese München und Freising e. V. und von Stiftungen und Spendern.